# Petra Verena Milchert
Petra Verena Milchert (* 24. November 1957 in Hamburg) ist eine deutsche Schauspielerin.

## Leben
Bereits fünfjährig spielte sie in Der Rattenfänger von Hameln bei einem Fernsehfilm mit und stand ein Jahr später in Peterchens Mondfahrt im Deutschen Schauspielhaus in ihrer Heimatstadt auf der Bühne. Sie besuchte das Helene-Lange-Gymnasium in Hamburg und das Sophie-Scholl-Gymnasium in München. An der Staatsoper Hamburg erhielt sie eine Ballettausbildung und bei William Milie in München ließ sie sich in Modern Dance, Jazz und Stepp unterrichten.
Petra Verena Milchert bekam Engagements an der Lore-Bronner-Bühne in München und an der Landesbühne Hannover. Ab 1977 trat sie an der Komödie im Marquardt in Stuttgart auf. Gastspiele führten sie an die Hamburger Kammerspiele (1978), an die Komödie Berlin (1979/80), zu den Schlossfestspielen Ettlingen (1980 bis 1985), erneut an die Komödie im Marquardt (1984) und zu den Festspielen von Heppenheim (1985).
Seit 1985 lebte sie mit dem Kabarettisten Hans Scheibner zusammen, den sie später heiratete. Er starb im Mai 2022. Sie wurde Mutter der vier Mädchen Hannah, Raffaela, Gesa und Franca. Zugleich managte sie Scheibners Kabarett „Kleinkunstkonzert“, wo sie gelegentlich selbst auftrat.

## Filmografie
- 1963: Stahlnetz: Das Haus an der Stör
- 1968: Hafenkrankenhaus
- 1970: Hurra, unsere Eltern sind nicht da
- 1971: Paragraph 218 – Wir haben abgetrieben, Herr Staatsanwalt
- 1971: Sie liebten sich einen Sommer
- 1973: Ein unheimlich starker Abgang
- 1974: Alexander und die Töchter (Fernsehserie)
- 1975: Ein Fall für Männdli: Das Stipendium
- 1977: Des Doktors Dilemma
- 1977: Otto der Treue
- 1977: Bezauberndes Fräulein (nach dem gleichnamigen Theaterstück)
- 1977: Tatort: Reifezeugnis
- 1978: Tatort: Trimmel hält ein Plädoyer
- 1979: Grille und Ameise
- 1981: Wie man sich bettet
- 1982: Sonderdezernat K1: Mord um zwei Ecken
- 1982: Derrick: Alibi
- 1983: Wie war das damals
- 1985: Geschichten aus der Heimat (Fernsehserie): Ortsgespräch
- 1987: Der Landarzt (Fernsehserie)
- 1991: Großstadtrevier: Lauter ehrenwerte Leute (Fernsehserie)
- 1997: Frau zu sein bedarf es wenig